# ピーターズバーグ鉄道

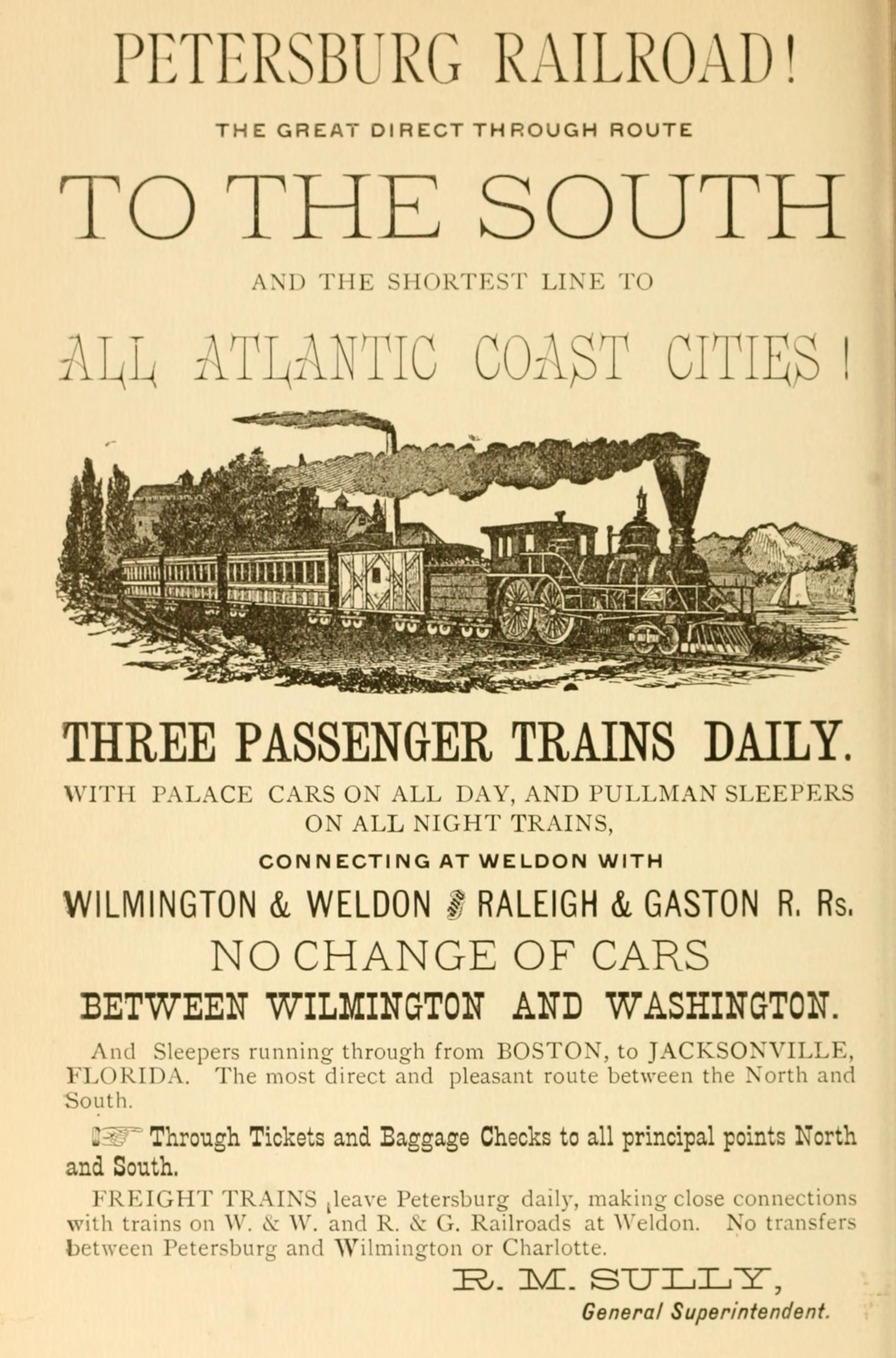
ピーターズバーグ鉄道の広告（1884年）

ピーターズバーグ鉄道 (ピーターズバーグてつどう、英語: Petersburg Railroad) は1830年に認可され、1833年に開業した。バージニア州ピーターズバーグ (Petersburg) から南へノースカロライナ州ゲイリーズバーグ (Garysburg) まで走り、そこからシーボード・アンド・ロアノーク鉄道 (Seaboard and Roanoke Railroad) の線路使用権を使ってウェルドン (Weldon) まで走っていた。後にこの区間は新線によって置き換えられた。南北戦争の終わりのリッチモンド・ピータースバーグ方面作戦の最中に線路は破壊された。
1898年3月、ピーターズバーグ鉄道はリッチモンド・アンド・ピーターズバーグ鉄道 (Richmond and Petersburg Railroad) に吸収され、アトランティック・コースト・ライン鉄道へと改称した。